# Predigtstuhl (Berchtesgaden)
Pour les articles homonymes, voir Predigtstuhl.
Le Predigtstuhl est un sommet qui culmine à 1 616 m d'altitude près de Bad Reichenhall en Bavière.
Il appartient aux Alpes de Berchtesgaden et plus particulièrement au chaînon de Latten. Il est accessible avec le Predigtstuhlbahn, le plus vieux téléphérique du monde fonctionnant encore dans sa configuration originelle (construit de 1925 à 1928). La station d'altitude se trouve près du sommet à 1 583 mètres d'altitude : elle est reliée à l'hôtel Predigtstuhl. À 200 mètres est situé le refuge Teisendorf (Teisendorfer Hütte).
Le Predigtstuhl a été un domaine skiable jusqu'en 1994. La réouverture du domaine a eu lieu fin 2006.

Vue panoramique depuis la terrasse du restaurant

Vue panoramique depuis le sommet